# Hala Długa
Hala Długa – wielka polana reglowa na grzbiecie Turbacza w Gorcach, ciągnąca się poprzez Przełęcz Długą we wschodnim kierunku. Położona jest na wysokości 1160–1270 m n.p.m. i ma powierzchnię 33,77 ha. Składa się z 3 polan: Wolnica, Wzorowa i Wierchy Zarębskie. Znajduje się na obszarze Gorczańskiego Parku Narodowego, który opracował i zamontował na polanie tablice informacyjne z opisem polany.
Pierwsze polany na szczytach Gorców powstały w XIV w. w wyniku działalności Wołochów, którzy w Karpatach wprowadzili pasterstwo na szczytach gór, kontynuowane później przez mieszkańców tych okolic – Zagórzan. Jeszcze długo po II wojnie światowej polana była intensywnie wypasana. W latach 90. zaprzestano wypasu. By jednak nie dopuścić do zarośnięcia polany lasem i zachować kulturę pasterską, w 2003 Gorczański Park Narodowy ponownie wprowadził na polanie kulturowy wypas owiec. Na środku polany, pod siodłem grzbietu (1202 m), znajduje się bacówka, w której można kupić oscypki i napić się żętycy. Obok bacówki krzyż upamiętniający śmierć młodej dziewczyny, Albiny Białoń, która została 17 lipca 1943 r. zastrzelona przez Niemców, gdy usiłowała ostrzec partyzantów. Do 1966 r. był on drewniany, obecny żelazny ufundowali pracownicy AGH w Krakowie. W czasie II wojny światowej bowiem schronisko na Turbaczu i inne budynki często służyły partyzantom za schronienie. W górnym, wschodnim końcu polany znajduje się budynek, tzw. „Chatka u Metysa”, w którym mieściło się (już nieczynne) noclegowisko pozbawione cywilizacyjnych udogodnień. Właściwe schronisko PTTK na Turbaczu znajduje się na górnym, zachodnim końcu Hali Długiej, na polanie Wolnica.

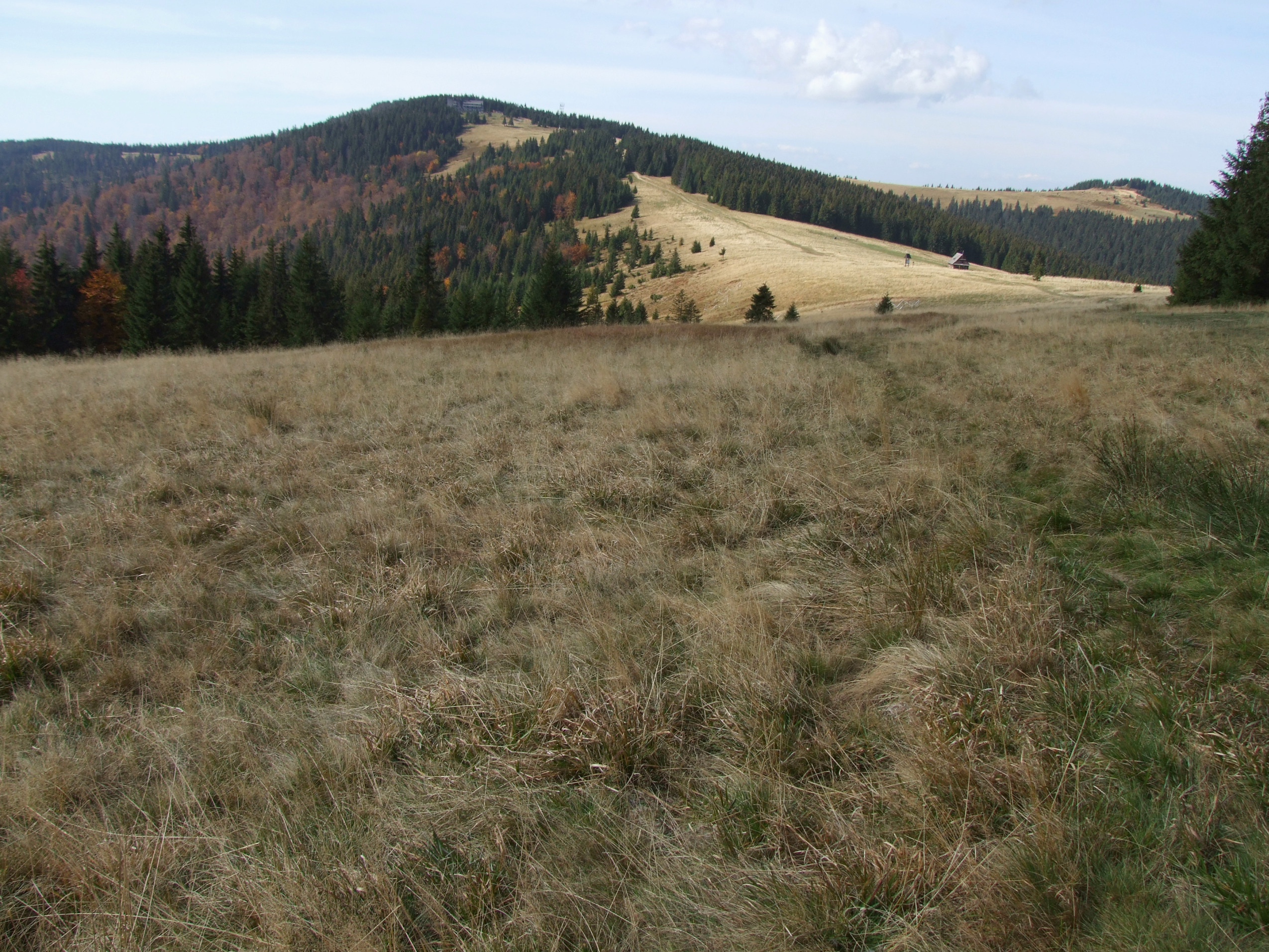
Widok Z Hali Długiej na szczyt Turbacza

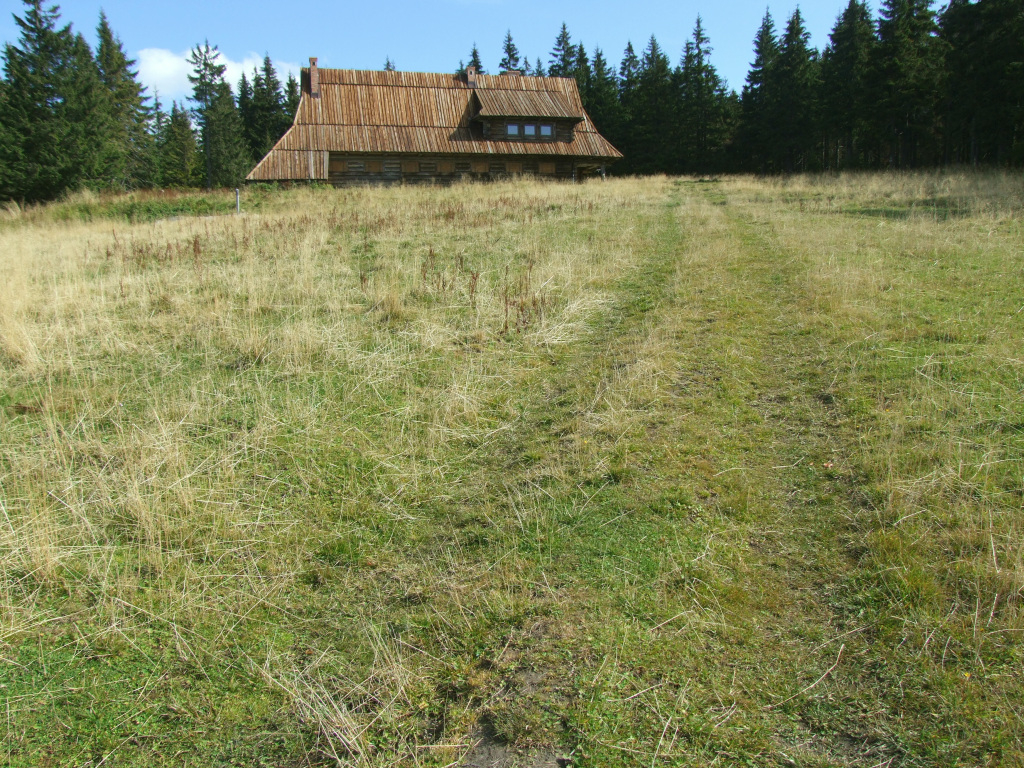
„Chatka u Metysa”

Hala Długa jest doskonałym punktem widokowym. Obserwować stąd można nie tylko sąsiednie szczyty Gorców (Czoło Turbacza, Mostownicę, Kudłoń, Jaworzynę Kamienicką i Kiczorę, Pasmo Lubania), ale także szczyty Beskidu Wyspowego, Beskidu Sądeckiego, Pienin i Tatr. W okresie zimowym na polanie funkcjonuje mający 300 m długości wyciąg narciarski (po sezonie jest demontowany).
Polana jest również ostoją ciekawych i rzadkich gatunków roślin i zwierząt. Rośnie tutaj wiele roślin górskich i chronionych, m.in.: jastrzębiec alpejski, macierzanka halna, dziewięćsił bezłodygowy, kuklik górski, wiechlina alpejska, urdzik karpacki, oraz storczyków: storczyca kulista, gółka długoostrogowa, listera jajowata, turzyca dwupienna. Z ptaków spotkać można rzadkiego siwerniaka i ptaki drapieżne: jastrzębia, krogulca, myszołowa.
Hala Długa łączy się z halą Wierchy Zarębskie, ale należą do różnych wsi. Część północna to Hala Długa należąca do wsi Zasadne w powiecie limanowskim, część południowa to Wierchy Zarębskie należące do wsi Łopuszna w powiecie nowotarskim.

## Szlaki turystyki pieszej
Główny Szlak Beskidzki, odcinek: Przełęcz Knurowska – Karolowe – Rąbaniska – Zielenica – Hala Nowa – Hala Młyńska – Kiczora – Trzy Kopce – Polana Gabrowska – Hala Długa – Turbacz. Odległość 8,5 km, suma podejść 610 m, suma zejść 140 m, czas przejścia 3 godz., z powrotem 2 godz. 5 min.
 odcinek: Gorc – Przysłop Dolny – Przysłop – Przysłop Górny – Średniak – polana Jaworzyna – Trzy Kopce – Polana Gabrowska – Hala Długa – Turbacz. Odległość 10,4 km, suma podejść 370 m, suma zejść 270 m, czas przejścia 2 godz. 50 min, z powrotem 2 godz. 30 min.